# اسکیت سرعت در بازی‌های آسیایی ۲۰۲۲ – ۳۰۰۰ متر امدادی مردان
مسابقات امدادی ۳٬۰۰۰ متر مردان در بازی‌های آسیایی ۲۰۲۲ در مرکز ورزش‌های رولری شیان‌تانگ، هانگژو در ۲ اکتبر ۲۰۲۳ برگزار شد.

## زمان‌بندی
همه زمان‌ها به وقت استاندارد چین (UTC+08:00) است
| تاریخ               | زمان  | رویداد  |
| ------------------- | ----- | ------- |
| دوشنبه ۲ اکتبر ۲۰۲۳ | ۰۹:۰۰ | مقدماتی |
| دوشنبه ۲ اکتبر ۲۰۲۳ | ۰۹:۵۵ | نهایی   |

## نتایج
شرح
- DSQ–TF — به دلیل نقص فنی رد صلاحیت شد

### مقدماتی
- تعیین صلاحیت: نفر اول در هر هیت (Q) و ۳ نفر سریع‌تر بعدی (q) به دور نهایی راه پیدا می‌کنند.

#### هیت ۱
| رتبه | تیم                                                               | زمان     | یادداشت |
| ---- | ----------------------------------------------------------------- | -------- | ------- |
| ۱    | چین تایپه (TPE) چن یان-چنگ کو فو-شیوآن هوآنگ یو-لین               | ۴:۱۹٫۹۵۰ | Q       |
| ۲    | تایلند (THA) نوپرون کوکورناگامکت پومیپیت سینتونگ سوتیکان پوآکوکام | ۴:۳۲٫۱۷۵ | q       |
| ۳    | ویتنام (VIE) نگوین نیوت لین فام نیات مین شوآنگ مای هوآی فیونگ     | ۵:۰۹٫۶۳۱ |         |

#### هیت ۲
| رتبه | تیم                                                     | زمان     | یادداشت |
| ---- | ------------------------------------------------------- | -------- | ------- |
| ۱    | کره جنوبی (KOR) چوی این-هو چوی گوآنگ-هو جونگ چوئل-وون   | ۴:۱۳٫۳۴۸ | Q       |
| ۲    | هند (IND) آناندکومار ولکومار سیدهانت کمبل ویکرام اینگیل | ۴:۱۵٫۱۲۶ | q       |
| ۳    | ایران (IRI) کیارش شاه‌محمدی محمدامین حیدری امیر بهزادی   | ۴:۱۶٫۵۲۰ | q       |
| ۴    | سنگاپور (SGP) چوآ شی ان نگ پینگ سیانگ لوکاس نگ          | ۴:۴۲٫۷۱۲ |         |

### نهایی
| رتبه | تیم                                                               | زمان     |
| ---- | ----------------------------------------------------------------- | -------- |
| 1    | چین تایپه (TPE) چن یان-چنگ کو فو-شیوآن هوآنگ یو-لین               | ۴:۰۵٫۶۹۲ |
| 2    | کره جنوبی (KOR) چوی این-هو چوی گوآنگ-هو جونگ چوئل-وون             | ۴:۰۵٫۷۰۲ |
| 3    | هند (IND) آناندکومار ولکومار سیدهانت کمبل ویکرام اینگیل           | ۴:۱۰٫۱۲۸ |
| ۴    | ایران (IRI) کیارش شاه‌محمدی محمدامین حیدری امیر بهزادی             | ۴:۱۶٫۹۶۲ |
| ۵    | تایلند (THA) نوپرون کوکورناگامکت پومیپیت سینتونگ سوتیکان پوآکوکام | DSQ–TF   |